# Томислав Кнез
Томислав Кнез (сербохорв. Tomislav Knez нар. 9 червня 1938, Баня-Лука) — колишній югославський футболіст, що грав на позиції нападника.
Виступав на батьківщині за клуби «Борац» (Баня-Лука) та «Динамо» (Загреб), проте значну частину кар'єри провів у Австрії, де грав за «Швехат», «Рапід» (Відень), «Капфенберг» та «Гюссінг». Також грав за національну збірну Югославії, у складі якої був учасником чемпіонату Європи 1960 року та Олімпіади 1960 року.

## Клубна кар'єра
У дорослому футболі дебютував 1956 року виступами за команду «Борац» з рідного міста Баня-Лука (нині — Боснія і Герцеговина), в якій провів п'ять сезонів.
Своєю грою за цю команду привернув увагу представників тренерського штабу клубу «Динамо» (Загреб), до складу якого приєднався 1961 року. З «Динамо» двічі виграв Кубок Югославії в 1963 і 1965 роках.
1965 року переїхав до Австрії, де став виступати за клуб «Швехат», провівши там один сезон. Після цього Томислав перейшов в столичний «Рапід», з яким в першому ж сезоні виграв австрійський чемпіонат. Проте сам Кнез в стартовому складі виходив нечасто, через що по завершенні сезону  покинув клубі повернувся у другий дивізіон, де протягом семи сезонів виступав за «Капфенберг».
Завершив професійну ігрову кар'єру у нижчоліговому австрійському клубі «Гюссінг», за який виступав протягом сезону 1974/75 років.

## Виступи за збірну
1 січня 1960 року дебютував в офіційних матчах у складі національної збірної Югославії в товариській грі проти збірної Марокко. Того ж року потрапив до заявки на перший чемпіонат Європи у Франції, де в першому матчі забив один з голів у ворота господарів змагань (5:4) і допоміг своїй команді вийти до фіналу. В вирішальному матчі, де югослави поступились збірній СРСР (1:2), участі не брав, але разом з командою здобув «срібло» чемпіонату. 
Наступного місяця у складі збірної брав участь у Олімпійських іграх в Римі, де зіграв у всіх п'яти матчах, забив два голи і допоміг своїй збірній здобути золоті медалі.
Протягом кар'єри у національній команді, яка тривала усього 2 роки, провів у формі головної команди країни 14 матчів, забивши 8 голів.

## Титули і досягнення
- Чемпіон Австрії: 1966-67
- Володар Кубка Югославії: 1962-63
- Олімпійський чемпіон: 1960
- Віце-чемпіон Європи: 1960